# Ėduard Ivanovič Totleben
Ėduard Ivanovič Totleben, in russo, Эдуард Иванович Тотлебен (Mitau, 20 maggio 1818 – Bad Soden, 1º luglio 1884), è stato un generale russo.
Fu l'artefice della maggior parte dei lavori di fortificazione del genio militare russo nella seconda metà dell'Ottocento, operando in special modo in Crimea.

## Biografia

### I primi anni
Totleben nacque a Mitau in Curlandia (oggi Jelgava, Lituania). I suoi antenati erano di discendenza tedesca ed appartenevano alla classe mercantile. Il giovane Totleben stesso era stato predestinato alla carriera commerciale ma il suo naturale forte istinto alla carriera militare lo fece applicare invece all'ingegneria bellica. Egli frequentò a questo scopo la scuola per ingegneri di San Pietroburgo (attuale Военный Инженерно-Технический университет).

### La carriera militare

#### L'inizio
Totleben entrò a far parte dell'esercito imperiale russo nel 1836, ma vide le proprie azioni sul campo solo a partire dal 1848 quando per due anni fu nel Caucaso per la campagna contro Imam Shamil col grado di capitano del genio.

#### La guerra di Crimea

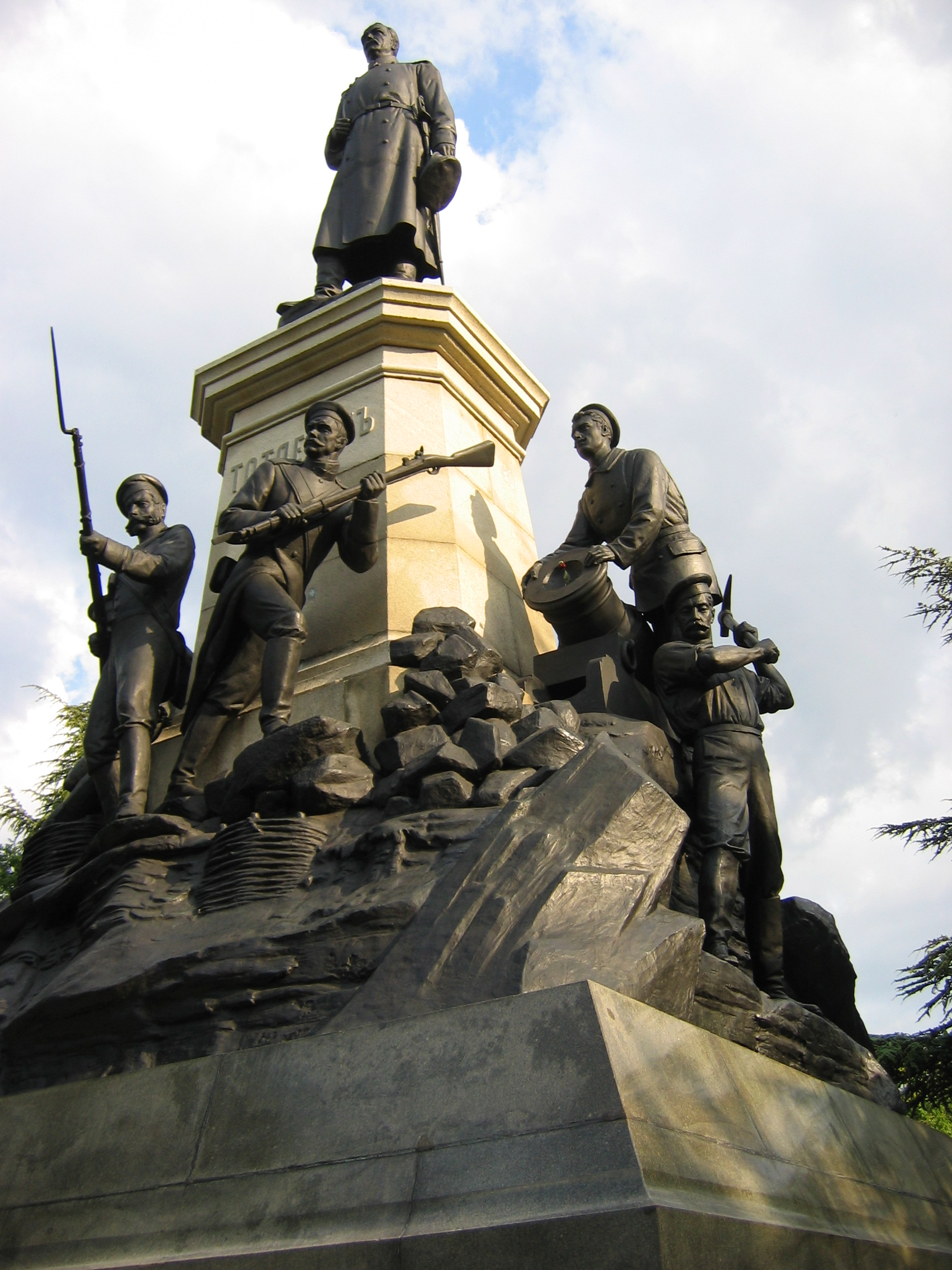
Monumento a Ėduard Totleben presso Sebastopoli (1909).

Allo scoppio della guerra tra Russia ed Impero ottomano nel 1853, egli prese parte all'assedio di Silistra e dopo l'assedio venne promosso e trasferito in Crimea ove ebbe l'incarico non facile di fortificare l'area di Sebastopoli che, per quanto fortemente fortificata nell'area costiera, era perlopiù scoperta nell'area di terra. Totleben, pur essendo ancora un giovane ufficiale, fu uno dei principali artefici delle opere di fortificazioni in quest'area. Per questa sua peculiarità egli si può dire non sia mai stato particolarmente attivo sul campo in fasi di comando ma abbia perlopiù coordinato le difese.
Sino al 20 giugno 1855 Totleben condusse le operazioni di difesa a Sebastopoli personalmente, ma in quella data venne ferito ad un piede e non poté presenziare alle operazioni che precedettero immediatamente la caduta della fortezza di Malakoff. Nel corso dell'assedio venne elevato dal rango di tenente generale a quello di luogotenente generale e venne nominato inoltre aiutante di campo dello zar. Quando si fu ripreso dall'incidente, si dedicò nuovamente al rafforzamento delle difese sulla foce del fiume Dnieper ed a Kronštadt. Nel 1864 egli propose dei miglioramenti anche per la Fortezza di Brėst che vennero portati a termine nel 1868.
Il 24 marzo 1854 lo scrittore russo Fëdor Dostoevskij gli scrisse una lettera chiedendogli aiuto per fare ritorno in Russia dalla Siberia ove era stato esiliato (il fratello di Totleben, Adolf, era stato compagno di scuola di Dostoevskij alla scuola militare per ingegneri a San Pietroburgo).

#### La guerra russo-turca (1877-78)
Nel 1860 Totleben venne nominato assistente del granduca Nicola, e successivamente venne posto a capo del dipartimento dei genieri d'esercito col rango di generale. Egli non ottenne comandi specifici allo scoppio della Guerra russo-turca del 1877-78. Egli venne richiamato al fronte solo dopo gli avvenimenti che coinvolsero Plevna ove si prodigò per tagliare le comunicazioni di Osman Pascià con gli altri comandanti dell'esercito turco, il che però non portò a grandi successi. Totleben si occupò dunque dell'assedio delle fortezze bulgare, ma dopo la conclusione dei trattati di pace venne posto al comando dell'intero esercito russo.

### Gli ultimi anni
Dopo la guerra, Totleben venne assegnato al ruolo di Governatore generale della Bessarabia e della Nuova Russia. Venne inoltre titolato Conte ereditario.
Nel 1880 ricoprì l'incarico di Governatore generale della città di Vilna e dopo una sofferente malattia, si spense a Bad Soden, presso Francoforte sul Meno. La salma, riportata in Russia, venne secondo il suo testamento sepolta a Sebastopoli.
Il villaggio di Totleben, nella municipalità di Pordim, provincia di Pleven, in Bulgaria, prende appunto il proprio nome da Ėduard Totleben, come omaggio al suo ruolo decisivo nell'Assedio di Plevna del 1877.